# Identificador uniforme de recursos
|  | Aquest article tracta sobre identificador uniforme de recursos. Vegeu-ne altres significats a «Uri». |

L'identificador uniforme de recursos (en anglès Uniform Resource Identifier, URI) és un text curt que identifica sense equivocació qualsevol recurs (servei, pàgina, document, adreça de correu electrònic, enciclopèdia ...) accessible en una xarxa. També engloba els URL, acrònim de Uniform Resource Locator que habitualment porta a adreces web.
Normalment un URI consta de dues parts:
- Identificador del mètode d'accés (protocol) al recurs, per exemple [enllaç sense format] http:,[2] mailto:, ftp:
- Nom del recurs, per exemple "//www.viquipedia.cat".

L'especificació detallada es troba a la RFC 2396 - Uniform Resource Identifiers (URI): Generic Syntax.
Vegeu també URL, encara que aquest últim queda englobat pel concepte de URI i està cada vegada més en desús.